# Jan I van La Roche
Jan I van La Roche (overleden in 1280) was van 1263 tot aan zijn dood hertog van hertogdom Athene. Hij behoorde tot het huis La Roche.

## Levensloop
Jan I was de oudste zoon van Gwijde I van La Roche, hertog van Athene, en diens echtgenote Agnes, dochter van Hugo van Bruyères, heer van Karytaina. In 1263 volgde hij zijn vader op als hertog van Athene. Door het Verdrag van Viterbo van 23 mei 1267 tussen Willem II van Villehardouin, vorst van Achaea, en koning Karel I van Napels werd Jan als heer van Argos en Nauplion een indirecte vazal van de Napelse koning.
In 1275 wendde de despoot van Thessalië, Johannes I Angelos, zich tot Jan I van La Roche, omdat Thessalië bedreigd werd door de Byzantijnse keizer Michaël VIII Palaiologos, die ernaar streefde om het Byzantijnse Rijk te herstellen. Ze sloten een alliantie tegen de keizer en Jan trok met een leger van 300 ridders naar Thessalië. In een verrassingsaanval kon hij de Byzantijnse soldaten op de vlucht jagen. Door deze zege kon Jan zijn hertogdom uitbreiden tot aan de berg Othrys. Om de alliantie met het despotaat Thessalië te verstevigen huwde Jans jongere broer Willem I met een dochter van de despoot.
Dit leidde echter tot een directe confrontatie met de Byzantijnse keizer. In 1278 landde een Byzantijns leger op Euboea en werden de drie plaatselijke heren gevangengenomen. Jan trok met een eigen leger naar het eiland, maar werd verslagen en ook gevangengenomen. Vervolgens werd hij naar Constantinopel gebracht. De toenaderingspolitiek van Michaël VIII Palaiologos tot de Rooms-Katholieke Kerk speelde echter in het voordeel van Jan I van La Roche. Hierdoor moest hij voor zijn vrijlating 30.000 goudstukken betalen en geen land afstaan. In 1279 kwam hij terug vrij.
In 1280 overleed Jan I van La Roche. Omdat hij zijn hele leven aan jichtaanvallen had geleden, was hij ongehuwd en kinderloos gebleven. Zijn jongere broer Willem volgde hem op als hertog van Athene.